# Deymanspoort
De Deymanspoort, ook wel Dijmanspoort, Deimanspoort of Deimanswaterpoort, was een stadspoort in de Nederlandse stad Haarlem die de Stationsbuurt naar het westen ontsloot. De poort was oorspronkelijk een waterpoort en ten behoeve van burgemeester Dirk Deyman uitgebreid tot een stadspoort en een burg. De poort lag in het verlengde van de Rozenstraat nabij de huidige Kinderhuissingel en het Kenaupark.
Amsterdamse Poort · Schalkwijkerpoort · Eendjespoort · Kleine Houtpoort · Grote Houtpoort · Raampoort · Raakstorens · Zijlpoort · Kruispoort · Janspoort · Nieuwpoort / Kennemerpoort · Catrijnenpoort · Deymanspoort · Vrouwehek